# Lampertice
Lampertice è un comune della Repubblica Ceca facente parte del distretto di Trutnov, nella regione di Hradec Králové.